# František Erben
Frantisek Erben (Praga, Bohemia, 27 de noviembre de 1874-ibídem, 9 de junio de 1942) fue un gimnasta artístico de Bohemia, medallista de bronce en el Campeonato Mundial de Gimnasia Artística de 1909 en la prueba de anillas.

## Carrera deportiva
En el Mundial de Luxemburgo 1909 consiguió la medalla de bronce en anillas, quedando situado en el podio tras el francés Marco Torrès y el italiano Giorgio Romano, y empatado con otro italiano Giorgio Zampori.